# Ахмановська сільська рада
Ахма́новська сільська рада (рос. Ахмановский сельский совет) — муніципальне утворення у складі Бакалинського району Башкортостану, Росія. Адміністративний центр — село Ахманово.

## Населення
Населення — 777 осіб (2019, 965 у 2010, 1052 у 2002).

## Склад
До складу поселення входять такі населені пункти:
| Населений пункт     | Населення, осіб (2002) | Населення, осіб (2010) |
| ------------------- | ---------------------- | ---------------------- |
| Ахманово, село      | 525                    | 476                    |
| Старі Баликли, село | 527                    | 489                    |